# محمد حسن (لاعب كرة قدم مصري)
محمد حسن (28 مارس 1985 - ) هو لاعب كرة قدم مصري في مركز الهجوم. لعب مع نادي الترسانة.

## وصلات خارجية
- محمد حسن (لاعب كرة قدم مصري) على موقع قاعدة بيانات كرة القدم.إي يو (الإنجليزية)
- محمد حسن (لاعب كرة قدم مصري) على موقع Soccerway.com (الإنجليزية)